# Nedroledon striatus
Nedroledon striatus is een insect uit de familie van de mierenleeuwen (Myrmeleontidae), die tot de orde netvleugeligen (Neuroptera) behoort. 
Nedroledon striatus is voor het eerst wetenschappelijk beschreven door Hölzel in 1972.